# 923 Herluga
923 Herluga
923 Herluga là một tiểu hành tinh bay quanh Mặt Trời.